# Joseba Zaldúa
Joseba Zaldúa Bengoetxea (ur. 24 czerwca 1992 w San Sebastián) – hiszpański piłkarz występujący na pozycji obrońcy w hiszpańskim klubie Cádiz CF.